# Комри, Бернард
Бе́рнард Ко́мри (англ. Bernard Comrie; произносится /bɜːnəd kɒmriː/; род. 23 мая 1947, Сандерленд) — британский лингвист, проживающий в США и долгое время работавший в Германии; один из наиболее крупных и известных современных типологов, полиглот, свободно владеющий многими европейскими и неевропейскими языками (в том числе русским).
Один из директоров Института эволюционной антропологии им. Макса Планка в Лейпциге, первый председатель международной Ассоциации лингвистической типологии (1995—1999), почётный профессор Калифорнийского университета в Санта-Барбаре (с 2002), член-корреспондент Британской академии (с 1999), Иностранный член РАН (с 2016), почётный член многих других иностранных академий и почётный доктор многих университетов.

## Биография
Начальный период научной деятельности Комри связан с Кембриджским университетом, который он окончил в 1968 году и где позднее защитил кандидатскую диссертацию (1972) и до 1978 года преподавал различные курсы, в том числе и на отделении славянских исследований. С 1978 по 1998 год он работает в США, преподавая в университете Южной Калифорнии (Лос-Анджелес). В 1997 году возглавляет отделение лингвистики Института эволюционной антропологии Макса Планка в Лейпциге, превратившееся под руководством Комри в крупнейший в Европе (и один из наиболее значительных в мире) исследовательский центр по лингвистической типологии. (Отделение закрыто в 2015 году в связи с выходом Комри на пенсию.)
В конце 1970-х годах проходил стажировку в Советском Союзе, изучая неславянские языки СССР (в частности, языки Крайнего Севера и Кавказа); поддерживает активные личные контакты со многими российскими типологами.
Супруга — Акико Кумахира Комри, лингвист по образованию, в 1988 году защитила в США диссертацию о «плавающих кванторах» в японском языке.
Президент Европейского лингвистического общества в 2007—2008 годах.

## Вклад в науку
Научные интересы Комри многообразны, но основные его работы посвящены развитию теории языковых универсалий, грамматической и синтаксической типологии и типологическому изучения языков мира. Он занимался интенсивной полевой работой в разных ареалах (от Дагестана до Новой Гвинеи), в его исследованиях активно используется материал индоевропейских, уральских, японского, нахско-дагестанских, чукотско-камчатских, семитских, австралийских, папуасских и многих других языков. Наибольшей известностью пользуются его монографии по теории языковых универсалий в морфологии и синтаксисе (1981), а также типологические обзоры категорий вида (1976, исправленные издания 1978 и 1981, всего книга выдержала 9 изданий, а также переведена на японский и корейский языки) и времени (1985) в языках мира. Комри принимал активное участие в лейпцигском проекте Всемирного атласа языковых структур (WALS), опубликованном в 2005 г., и в настоящее время продолжает исследования языков Кавказа.

## Основные публикации
- Aspect: an introduction to the study of verbal aspect and related problems. Cambridge University Press, 1976.
- The languages of the Soviet Union. Cambridge University Press, 1981.
- Language universals and linguistic typology: syntax and morphology. Oxford: Blackwell, Chicago: University of Chicago Press, 1981.
- Tense. Cambridge University Press, 1985.
- The world’s major languages / Ed. by Bernard Comrie. London: Croom Helm, Oxford: Oxford University Press, 1987.
- Комри Б., Мэтьюс С., Полински М., Эйтчисон Д. Атлас языков мира. М.: Лик пресс, 1998.
- The World Atlas of Language Structures / Ed. by Martin Haspelmath, Matthew S. Dryer, David Gil and Bernard Comrie. Oxford University Press, 2005.
- Халилов М. Ш., Комри Б. Словарь языков и диалектов народов Северного Кавказа: сопоставление основной лексики. Лейпциг, Махачкала: Институт эволюционной антропологии им. Макса Планка, 2010. — ISBN 978-3-00-035064-1